# Гендрикова, Анастасия Васильевна
Графиня Анастаси́я Васи́льевна Ге́ндрикова (23 июня 1887, Санкт-Петербург — 4 сентября 1918, Пермь) — русская фрейлина из рода Гендриковых.

## Биография
Родилась в семье графа Василия Александровича Гендрикова и княжны Софии Петровны Гагариной. В 1910 году назначена фрейлиной императрицы Александры Фёдоровны.
После ареста царской семьи добровольно поехала вместе с нею в ссылку в Тобольск, а затем в Екатеринбург, где была арестована в числе других заложников из окружения царской семьи. После убийства Романовых была отправлена из Екатеринбурга в Пермь. В арестантском вагоне вместе с ней в числе прочих оказались княгиня Елена Петровна и гофлектрисса императрицы Александры Фёдоровны Е. А. Шнейдер. По прибытии в Пермь женщины были помещены в одну камеру, расположенную в башне бывшего тюремного замка, в которой ранее содержались особо опасные политические преступники.

### Последние дни и казнь
3 сентября 1918 года группу заключённых (6 женщин и 5 мужчин) собрали в конторе тюрьмы с вещами. Оттуда их вывели под конвоем во главе с начальником, одетым в матросскую форму, и повели по городу, а затем по Сибирскому тракту. Все арестованные несли сами свои вещи, но, пройдя по тракту версты четыре и свернув с него к ассенизационным полям, конвоиры вдруг стали любезно предлагать понести вещи — видимо, каждый из них стремился заранее захватить вещи арестованных, чтобы потом не пришлось делить их с другими. Заключённых привели к валу, разделявшему два поля с нечистотами, поставили спиной к конвоирам и в упор расстреляли или, экономя патроны, убили ударами прикладов по голове. Трупы убитых были сброшены в канавы полей орошения, используемые как свалочное место, и лишь слегка присыпаны землёй.
16 мая 1919 года тело Гендриковой было перезахоронено по христианскому обряду в деревянном общем склепе на Новом Всехсвятском (Егошихинском) православном кладбище. После окончательного установления в крае власти большевиков могилы убитых заложников были срыты, их место расположения указывалось лишь приблизительно.

### Канонизация, реабилитация и память
16 октября 2009 года Генеральная прокуратура Российской Федерации приняла решение о реабилитации 52 приближённых царской семьи, подвергшихся репрессиям, в том числе А. В. Гендриковой.
В октябре 2012 года инициативой прихожан различных храмов Перми и по благословению митрополита Пермского и Соликамского Мефодия на месте захоронения был установлен поклонный крест.
В 2020 году было обнаружено точное место захоронения предположительно с телами придворных. Могилу удалось найти анализируя фотографию похорон 1919 года. Принадлежность останков установила судебно-медицинская экспертиза изучением и сверкой с историческими документами антропологических данных погибших и повреждений тел. 29 мая 2024 года Пермская митрополия сообщила о запланированном на 9 июня освящении мемориала на месте фактического захоронения, таким образом РПЦ признала, что найденные останки идентифицированы.